# Antonino Gandolfo
Pour les articles homonymes, voir Gandolfo.
Antonino Gandolfo, né le 28 octobre 1841 à Catane et mort le 21 mars 1910 dans la même ville, est un peintre italien. 

## Biographie

### Jeunesse
Antonino Gandolfo naît le 28 octobre 1841 à Catane. Il est le cousin de Giovanni Verga et devient un ami de Mario Rapisardi, Luigi Capuana et Federico De Roberto. Avec le graveur Francesco Di Bartolo et les peintres Natale Attanasio, Calcedonio Reina et Giuseppe Sciuti, il contribue au développement de l'art à Catane dans la seconde moitié du XIXe siècle. Le jeune Antonino est issu d'une famille qui compte déjà quelques personnalités de premier plan. Son oncle Giuseppe Gandolfo, dans la première moitié du siècle, est le portraitiste le plus important de la Sicile orientale et suscite l'inspiration chez de nouveaux artistes. Un autre oncle, Francesco, étudie la médecine à Florence et à Paris et est un ami de l'historien Carlo Giuseppe Guglielmo Botta et du dramaturge Giovanni Battista Niccolini. Son cousin Antonino Gandolfo Brancaleone est un compositeur connu et estimé dans le royaume des Deux-Siciles, et est l'auteur de plusieurs drames musicaux à succès. Antonino passe son enfance au milieu des oliviers et des figues de barbarie de la campagne de son père et les pinceaux de son oncle Giuseppe qui influence sa nature artistique et qui est son premier professeur.

### À Florence (1860-1861)
En 1855, alors qu'Antonino n'a que 14 ans, son oncle meurt, mais cette relation artistique précoce le fait tomber tellement amoureux de la peinture qu'Antonino décide de poursuivre ses études à Florence, qui regorge  d'arts anciens et modernes où là même s'était instruit son oncle. Il s'y rend en 1860, à l'âge de 19 ans. À Florence, il n'y a pas que de la peinture, mais aussi de la littérature et c'est là qu'Antonino fait la connaissance et se lie d'amitié avec Giosuè Carducci. À Florence, il fréquente principalement l'atelier de Stefano Ussi, créateur du célèbre tableau L'Expulsion du duc d'Athènes, dont les tableaux sont encore liés à l'académisme de cette période et ne suivent pas le nouveau mouvement artistique des Macchiaioli. Cependant, en 1861, le jeune Antonino participe à une exposition où « Les Treize » protestent contre les rigidités des règles académiques. 
Toujours en 1861, Gandolfo réalise un tableau, aujourd'hui perdu, intitulé le Triomphe de l'Italie qui est inspiré par la récente indépendance du pays. Cela abouti à sa découverte en tant qu'artiste. Le tableau est vu et apprécié par le roi Victor-Emmanuel II qui, impressionné par le talent du jeune artiste, veut poser pour lui, recevant un portrait peint à la plume et à l'encre. Le roi lui propose également une pension gouvernementale que Gandolfo refuse. Giosuè Carducci remarque également les qualités artistiques de Gandolfo et devient un ami important. Ainsi, à la fin de 1861, lorsque le jeune artiste revient à Catane, Carducci lui écrit : « Si tu vas à Florence à la nouvelle saison pour tes études et que tu y restes, j'aurai facilement le plaisir de te revoir l'été prochain : un plaisir que je hâte avec ma pensée. En attendant, souviens-toi de moi, et si je peux t'aider dans quelque chose, profitez-en s'il te plaît ». 

### Retour à Catane
Vers la fin des années 1860, Antonino tombe amoureux de Giovanna (Vannina) Mangione, une passionnée de poésie. Les fiançailles sont houleuses en raison de son attachement presque maladif à Vannina. Le 1er juillet 1870, Antonino l'épouse mais le mariage ne dure pas. L'année suivante, leur premier fils Luigi naît. La tradition veut qu'on lui donne le nom de son grand-père du côté de son père. L'enfant rend le mariage plus problématique, car Vannina manifeste à l'égard de l'enfant le même type d'attachement qu'Antonino à son égard. Visiblement instable, elle se suicide en avalant de l'acide sulfurique, après une querelle avec son mari, en janvier 1874. Luigi meurt l'année suivante, à l'âge de quatre ans, de la diphtérie. 
On ne sait pas si Gandolfo peint entre la mort de sa femme et 1879-1880. Le premier tableau après cette période qui nous est parvenu est La Tentation (La tentazione), une grande toile représentant une pauvre femme qui est obligée d'accepter l'argent que lui offre un jeune homme à de viles intentions ; en bas, à droite, sa mère regarde impassible, avec résignation. Les trois personnages sont clairement reconnaissables : Maria Grancagnolo, qui deviendra la seconde épouse d'Antonino, son frère, Salvatore et Anna Consoli, leur mère. La Tentation marque le début des œuvres de « réalisme social » de Gandolfo, une série qu'il poursuivra dans les années 1890. Maria, avec sa sœur aînée, Agata, vient vivre dans sa maison de la rue Rocca del Vento 22 à Catane vers 1874-75, à l'origine pour s'occuper du petit fils de Gandolfo et faire le ménage. Maria commence immédiatement à apparaître sur les toiles de l'artiste comme son principal modèle féminin et fera par la suite l'objet de nombreux portraits et croquis. 
Ce style de peinture ne provient certainement pas de Gandolfo, car des peintres romantiques et réalistes comme Corot et Courbet, ont également l'œil pour peindre d'humbles ouvriers et paysans. Gandolfo est également  influencé par les romans de Victor Hugo et d'Eugène Sue. Il est très probable que la nouvelle littérature vériste, utilisant des thèmes locaux, des événements de la vie quotidienne et des récits de la misère récurrente des classes les plus modestes, offre au peintre de nouveaux thèmes inexplorés. Ainsi, alors que Gandolfo (entre 1880 et 1885) peint La Femme expulsée (L'Espulsa), La Dernière Pièce (L'Ultima moneta), La Femme usurière (L'Usuraia), Musique forcée (Musica Forzata), Prolétaires (I proletari), Sur le chemin (Per Via) et La Femme aveugle (La cieca), le monde littéraire a produit Job (Giobbe) de Mario Rapisardi, La Maison au néflier de Verga (I Malavoglia) et Giacinta de Capuana. Son amitié avec Rapisardi est riche en rencontres et conversations, qui ont lieu dans la maison de ce dernier, rue Etnea, où l'on discute de littérature et de projets artistiques, ainsi que de nombreux autres sujets. 
Au début des années 1880, Verga entame une liaison avec la femme de Rapisardi, Giselda Fojanesi. Gandolfo, à cette occasion, est très critique envers le « cousin Giovanni » - comme Verga est appelé dans la famille de Gandolfo - préférant ne pas le rencontrer, même lorsqu'il vient le chercher chez lui. 
En mars 1886, il donne à son ami Rapisardi une toile intitulée La fille qui pleure (La ragazza piangente), que le poète apprécie beaucoup et le remercie ainsi : 

« À l'œuvre que vous avez voulu, avec une générosité toute royale, m'offrir en cadeau, j'ai assigné la place d'honneur dans le petit salon et sur le chevalet que vous connaissez. Vous ne pouvez pas imaginer à quel point je suis heureux. C'est vraiment un chef-d'œuvre, tant pour la figure délicate et passionnée que pour l'originalité étrange et puissante du tableau. Un de ces jours, je viendrai vous remercier personnellement. En attendant, sachez que ma gratitude est à la hauteur de mon admiration. »

En 1888, son deuxième fils, également nommé Luigi, naît. Lui et Maria se marient en 1891 et leur mariage est durable et heureux. 

### Portraits
Gandolfo devient un portraitiste prolifique. Parmi ses sujets figurent le peintre Filippo Liardo, à qui il dédie divers portraits, Rapisardi, et des professeurs tels que Giuseppe Zurria et Salvatore Tomaselli, mais aussi les pauvres, les paysans et les beautés naturelles des villages locaux. 
Au cours de ces années, l'amitié entre le peintre et ses amis littéraires s'intensifie : souvent Antonino les réunit dans sa maison de campagne de Cannizzaro, où il possède un grand terrain hérité de son père. Ses invités de marque viennent par le train qui part à dix heures du matin de la ville voisine de Catane et arrivent à temps pour déjeuner. Nous savons avec certitude que Nino Martoglio participe à ces réunions et qu'il maintient la bonne humeur de la compagnie, au point que le ténor Giulio Crimi rit tellement qu'il fait sauter les boutons de son col. Parmi les visiteurs réguliers figurent Liardo, Rapisardi, Capuana, Verga et Federico De Roberto qui, selon des preuves photographiques, continuent à rendre visite au fils de Gandolfo longtemps après la mort du peintre. 
En 1901, la municipalité de Catane commande des portraits du roi Victor-Emmanuel III et de la reine Elena, pour un montant de mille quatre cents lires. Cependant, un an plus tard, lorsque Gandolfo livre les peintures au maire Giuseppe De Felice Giuffrida, connu pour ses opinions anti-monarchiques, elles sont mises de côté. Lorsque Gandolfo lui demande pourquoi, De Felice répond : « J'apprécie l'art de Maître Gandolfo dans le musée. ». 
En 1894 naît Francesco, son deuxième fils. En 1902, un autre fils, Antonino, naît. Antonino Junior est un écrivain de premier plan à Catane dans les années 1930. 

### La deuxième exposition agricole de Catane
En 1904, les fonctionnaires de Catane commencent à préparer une grande exposition agricole, dont une partie importante doit être consacrée à l'art. Pour l'occasion, de vastes fouilles de pierre de lave débutent à l'endroit où la place de l'Exposition serait plus tard située. Les travaux prennent plus de temps que prévu et l'événement est reporté à 1907. Gandolfo est nommé à la commission d'organisation de l'exposition des beaux-arts et de la photographie pour la Sicile, dont il devient le vice-président. L'exposition connaît un grand succès et les critiques sont particulièrement enthousiastes à l'égard de Gandolfo. Capuana écrit : « Les œuvres d'Antonino Gandolfo, de tableau en tableau, de portraits en demi-teinte aux exercices de dessin, montrent la persistance des tentatives, des recherches, la grande variété d'inspiration qui a contribué au développement de son talent artistique », et De Roberto va encore plus loin : 

« À cette noble anxiété, à cette douloureuse vibration devant le spectacle de la pauvreté et de la douleur, et à la maîtrise de la technique de reproduction de la forme humaine dans ce qu'elle a de plus expressif, dans le visage, Gandolfo ajoute souvent une autre qualité qui lui est propre : un style, une capacité d'enseignement, un mystère en vertu duquel certains de ses épisodes picturaux de signification ambiguë, suggestifs comme la musique, semblent détachés de certaines toiles anciennes de vieux maîtres glorieux. »

Antonino Gandolfo meurt le 21 mars 1910 dans sa ville natale, subitement d'une maladie cardiaque.

## Galerie

### Réalisme social

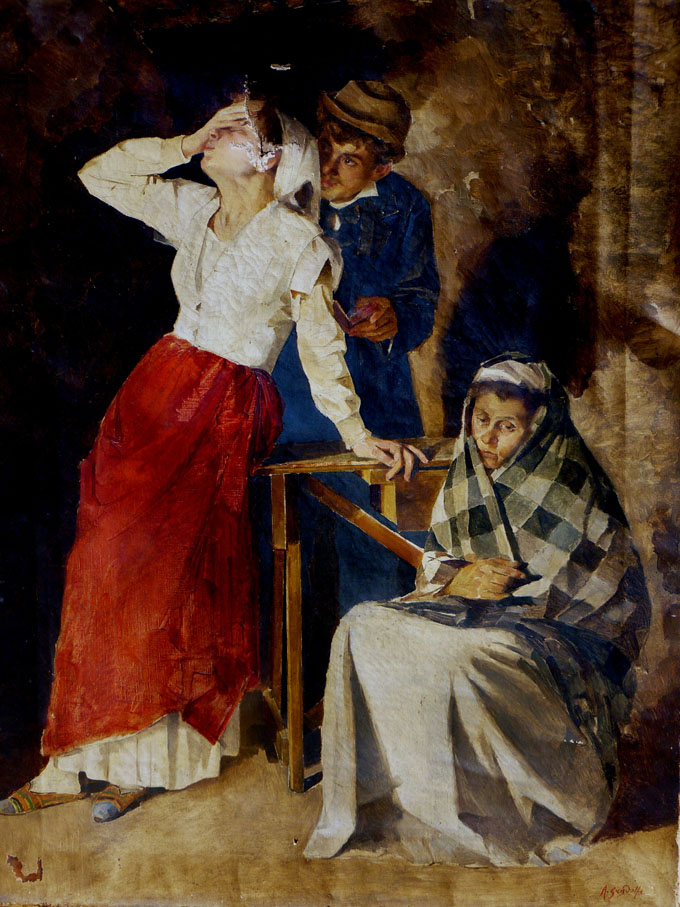
La Tentation (La tentazione), 1880.
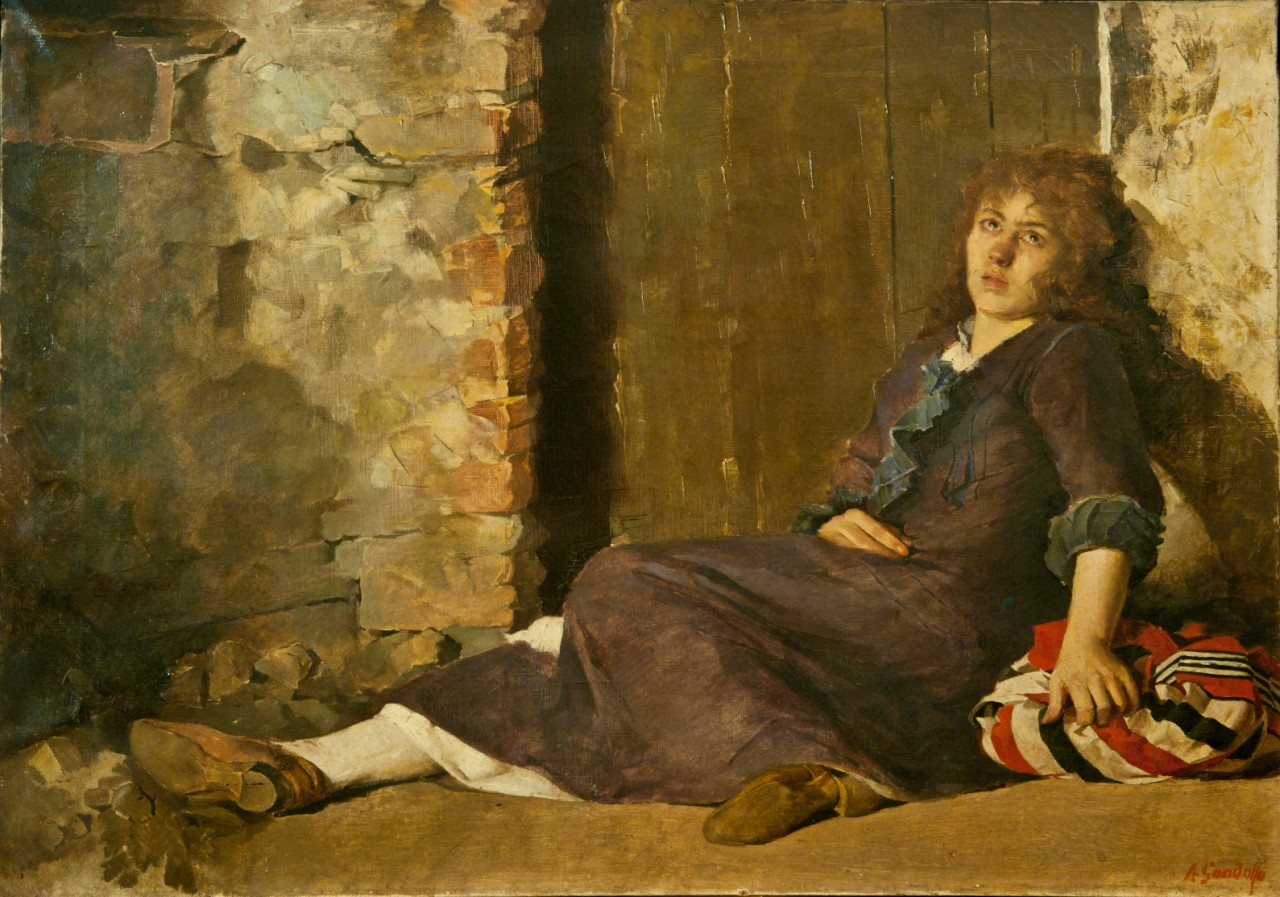
La Femme expulsée (L'espulsa), 1880.
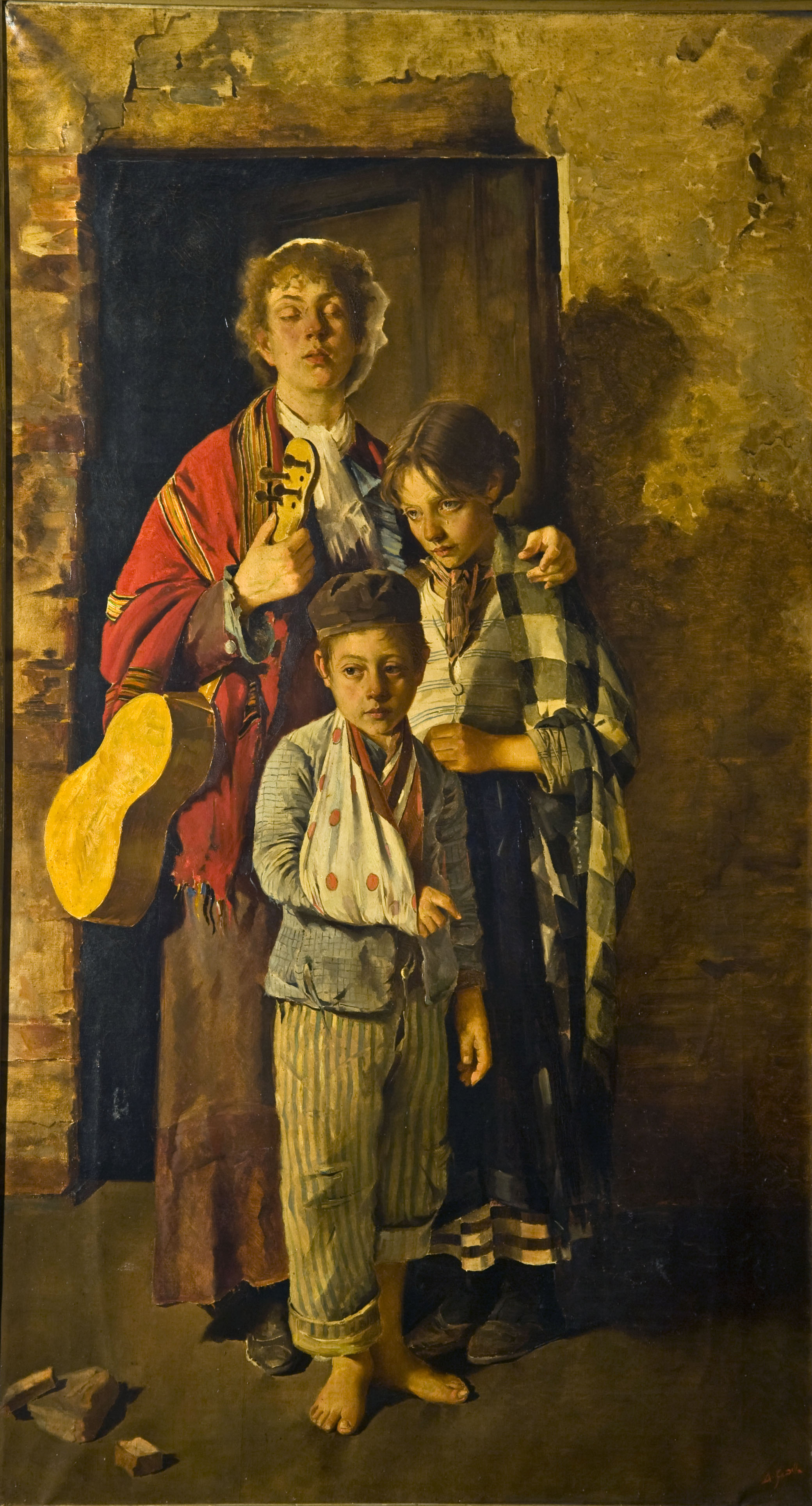
Musique forcée (Musica forzata), 1880.
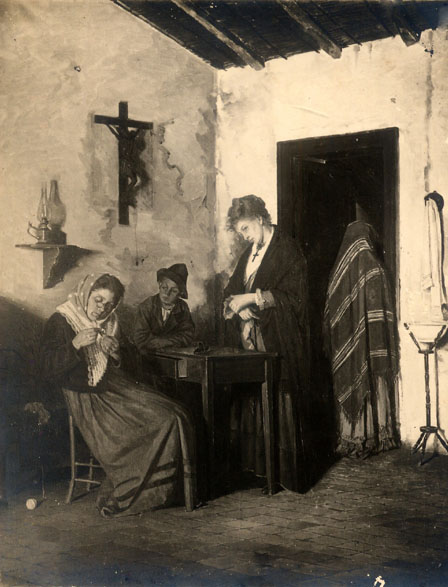
La Femme usurière (L'Usuraia), 1880.
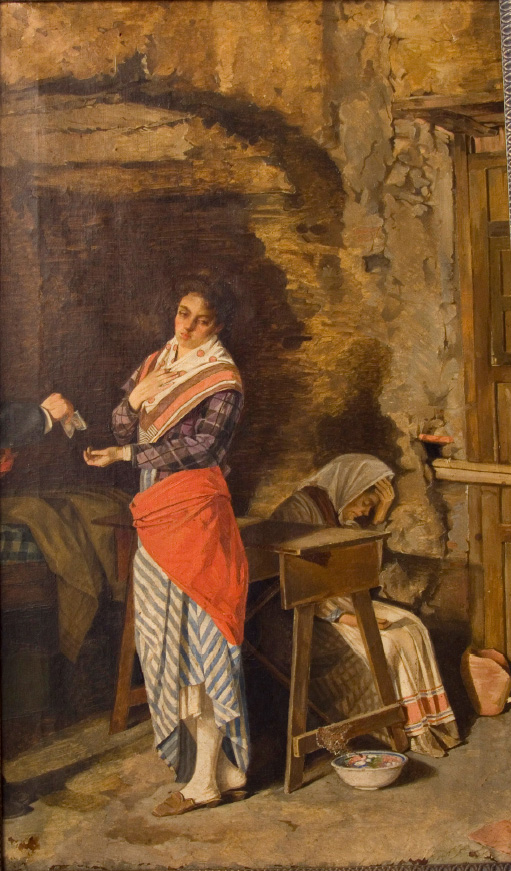
Rémunération (Il compenso), 1880-1883.
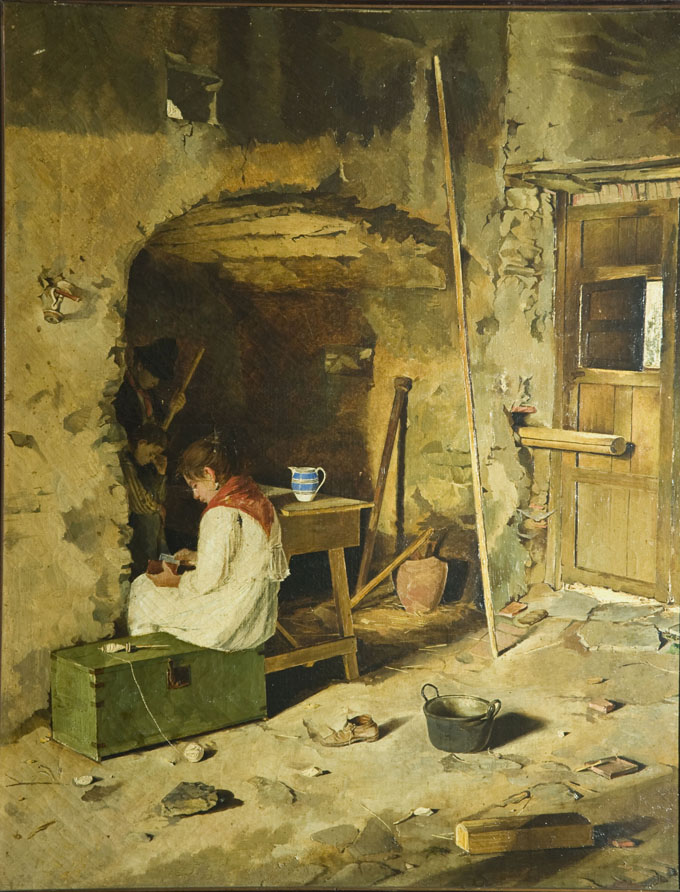
La Dernière Pièce (L'ultima moneta). Californie. 1880-1883.
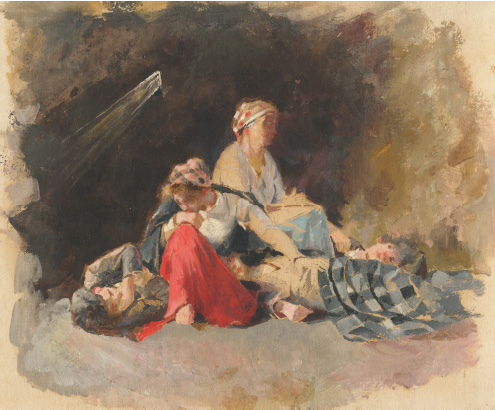
Croquis pour Les Prolétaires (Bozzetto per I Proletari), Californie, 1880-1885.
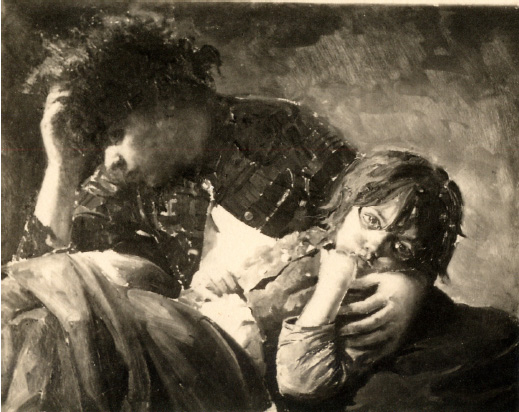
Sur le chemin (Per Via), Californie. 1885.
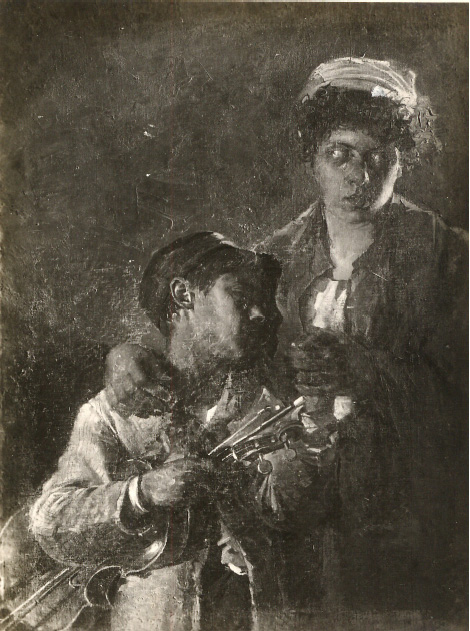
La Femme aveugle (La Cieca), vers 1885.

### Portraits

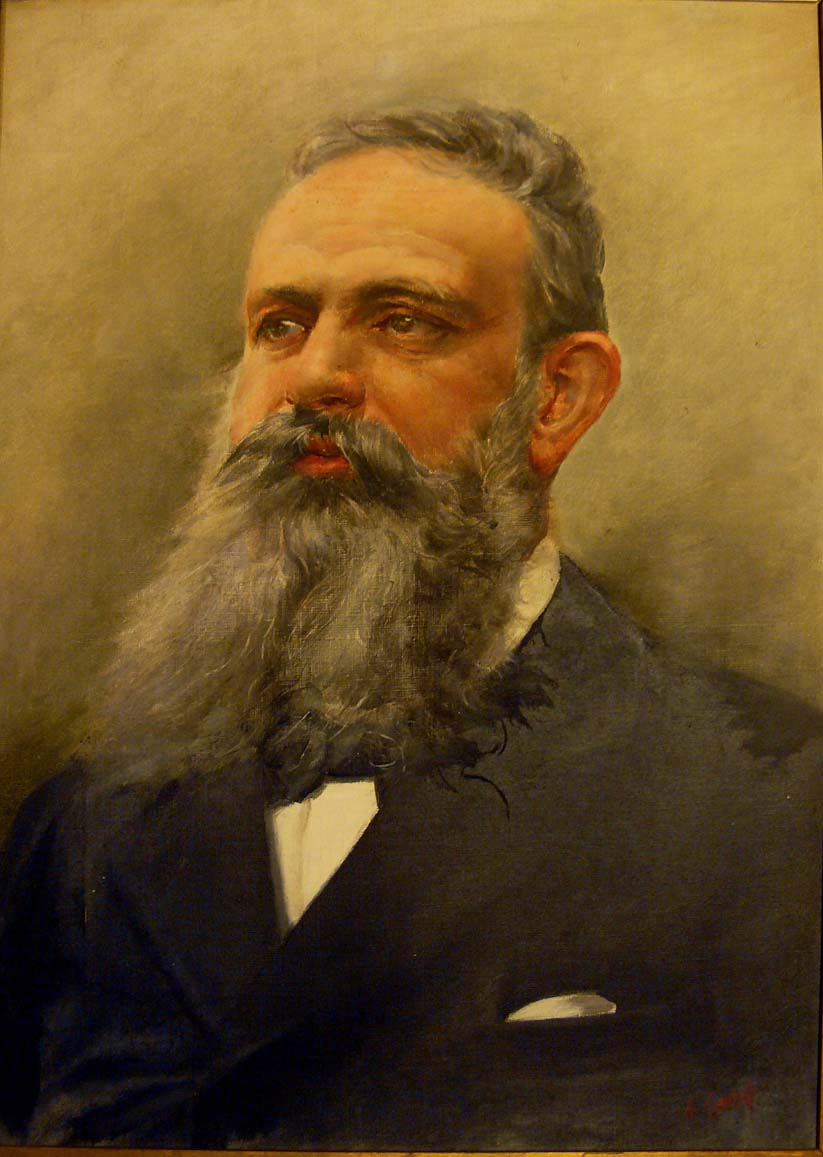
Felice Bisleri.
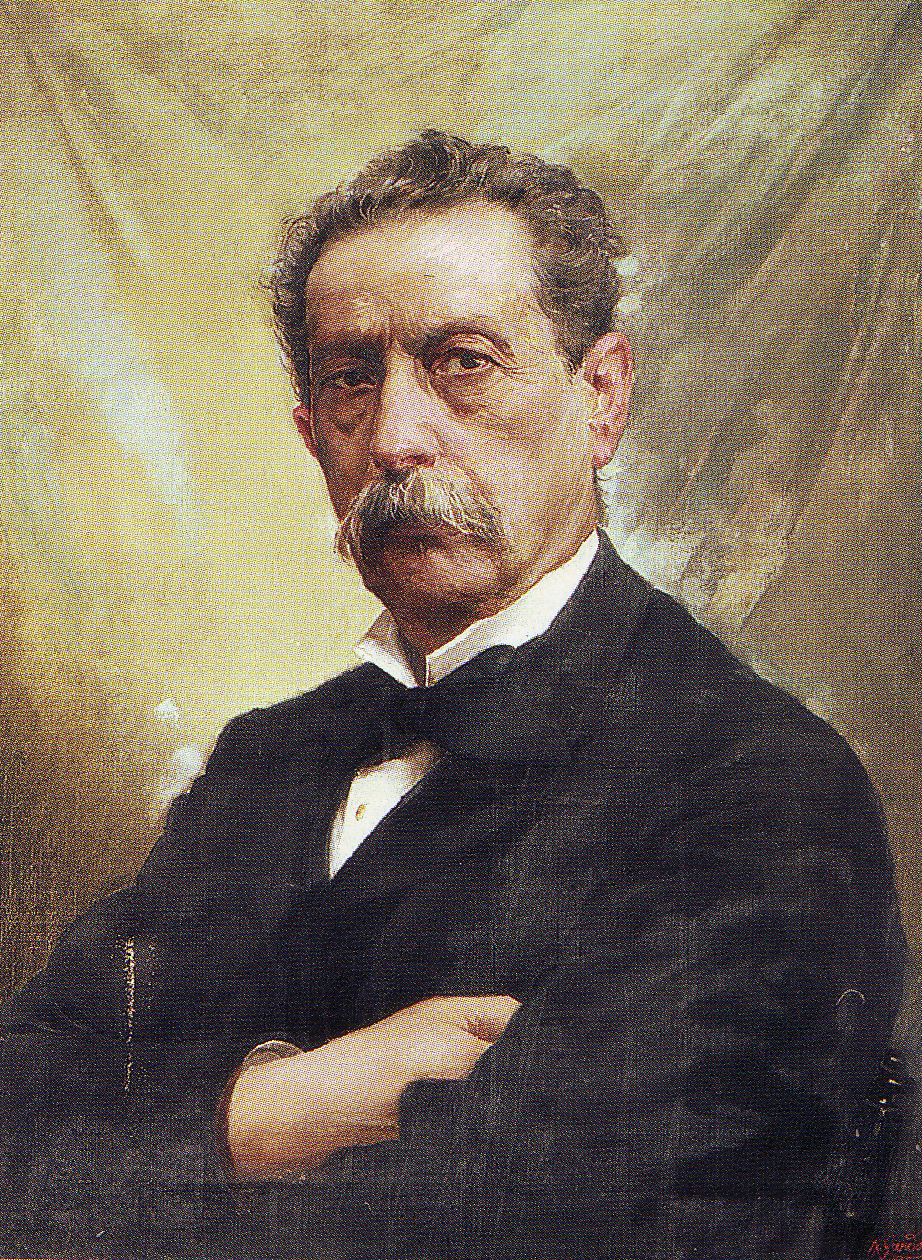
Salvatore Tomaselli.
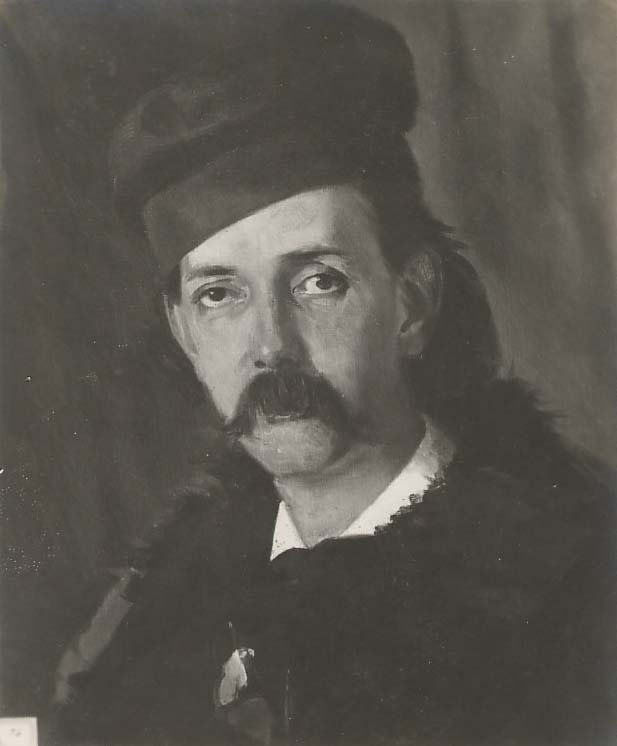
Mario Rapisardi.
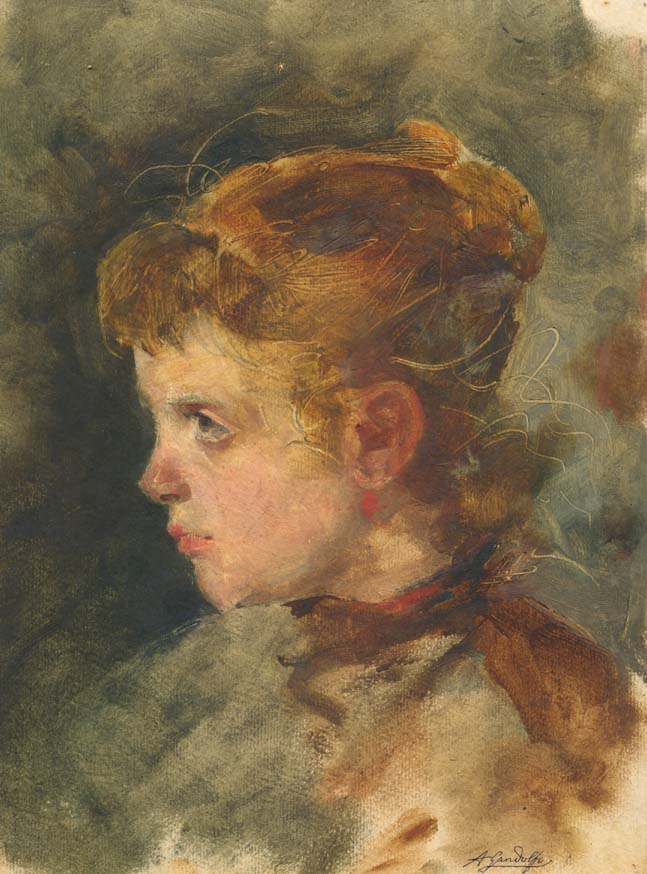
Portrait de bébé (Ritratto di bimba).
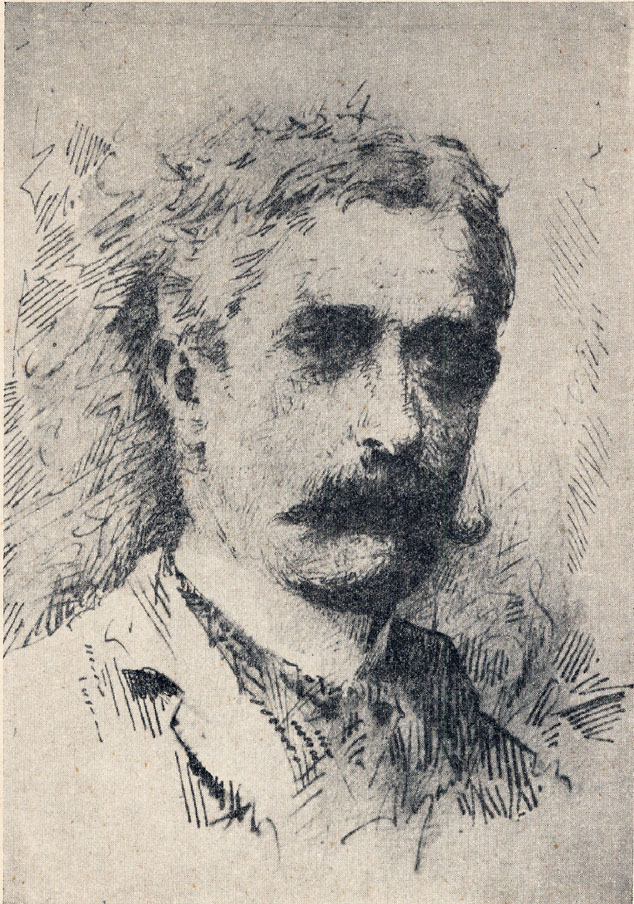
Giovanni Verga.
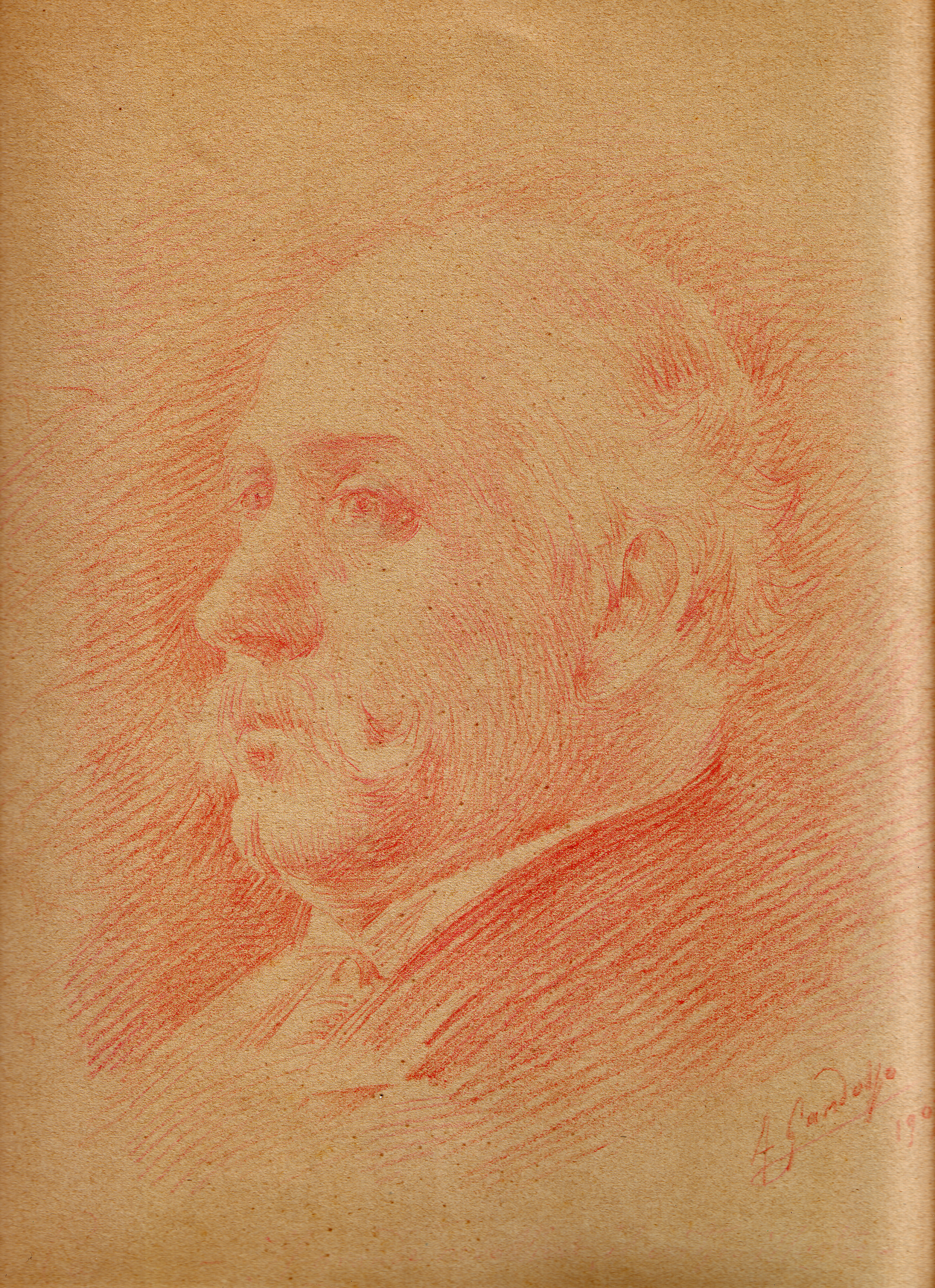
Luigi Capuana.
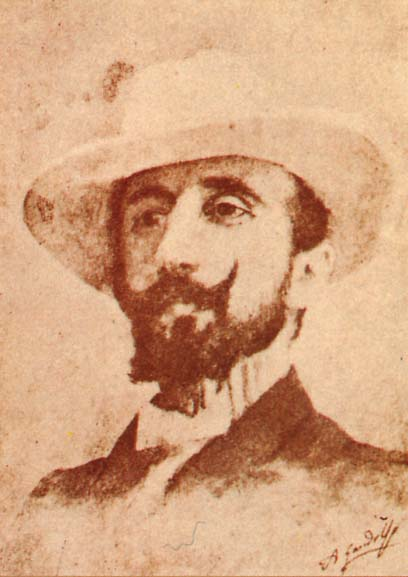
Nino Martoglio.
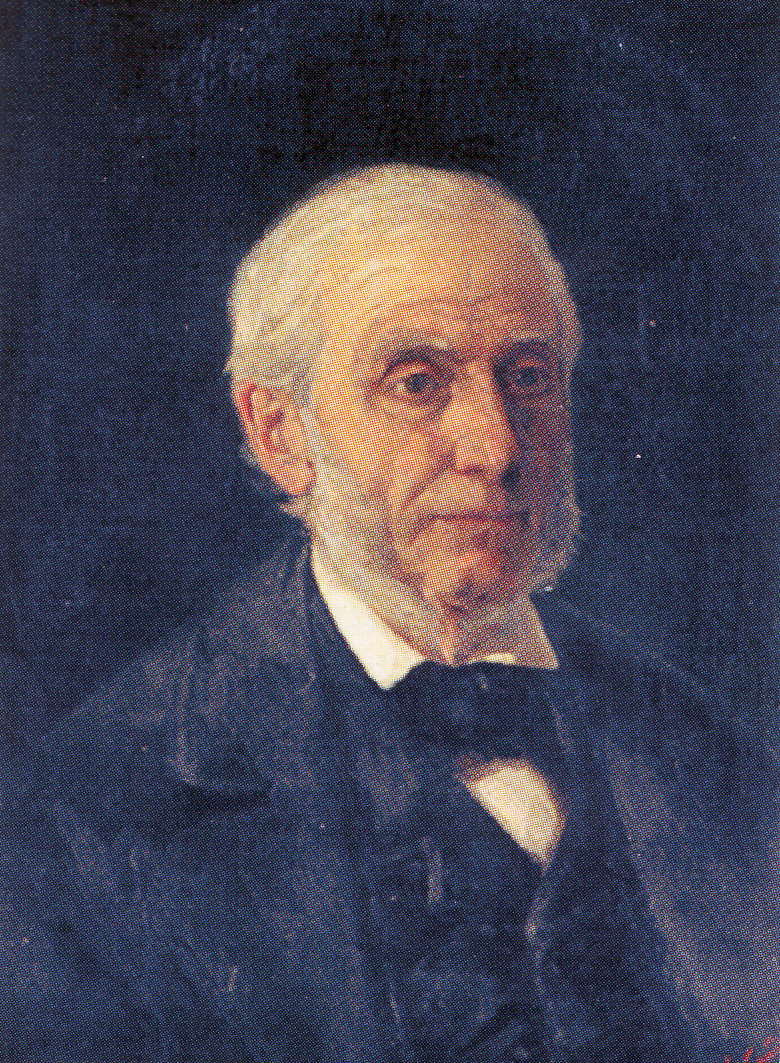
Giuseppe Zurria.